# 聖芭芭拉城堡

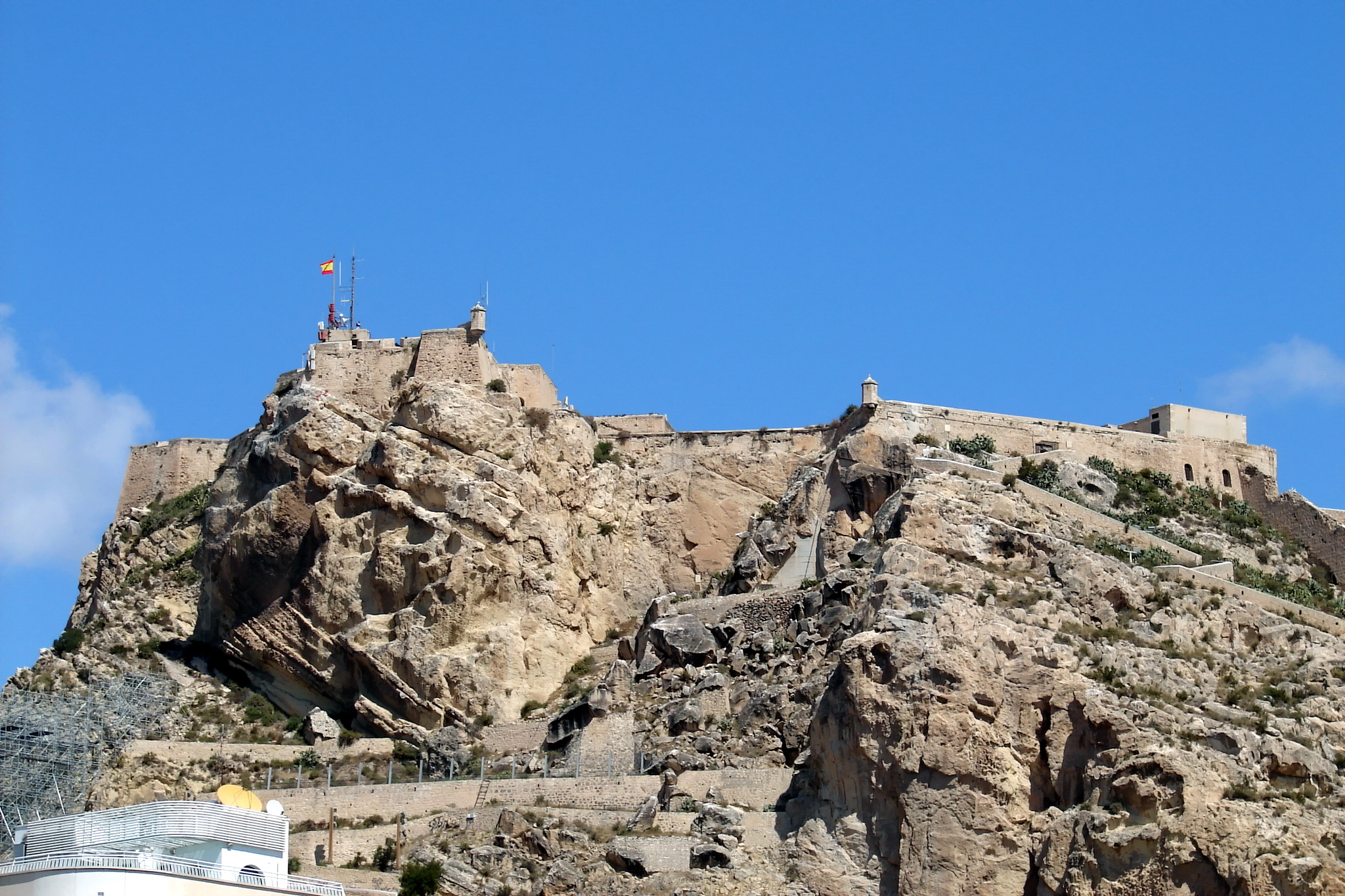

聖芭芭拉城堡是位於西班牙阿利坎特市中心的一个城堡，名字來自於白芭蕾。它位于貝納坎蒂爾山上。聖芭芭拉城堡的歷史最早可以追溯到9世纪，當時為穆斯林統治伊比利亚半岛時期。
1248年12月4日，卡斯蒂利亚的阿方索十世從阿拉伯人手中奪取城堡，並將城堡命名為聖芭芭拉城堡。1296年，城堡被阿拉贡王国攻佔，阿拉贡王国对城堡进行重建。1691年，城堡遭到法国軍隊轰炸。在西班牙王位繼承戰爭期间，它被英国人占领三年。
从18世纪开始，城堡的军事作用开始下降，有时被用作监狱。1963年，該城堡向公众开放。